# せかい動物かんきょう会議
『せかい動物かんきょう会議』（せかいどうぶつかんきょうかいぎ、英タイトル：World The Animal Conference on the Environment）はアニメ「動物かんきょう会議」を使った体験型アクティビティプログラム。

## 概要
『動物かんきょう会議』の原作者イアン筒井が発案したクリエイティブメソッド。日本と世界の子どもたちが動物キャラクターになりきって環境会議をする。人間の立場では思いつかないような新たなアイディアを創発していく。2014年にESD（持続可能な開発のための教育）環境教育モデルプログラム（環境省）に上位採択されたことをきっかけに、主に10～12歳の子どもたちを対象にワークショップが開催されている。2017年に第11回キッズデザイン賞「優秀賞・消費者担当大臣賞」を受賞。版権管理はヌールエ
2021年に「せかい動物かんきょう会議」の続編、主に高校・大学生以上を対象にする体験対話型プログラムの開発がはじまる。2021年にコンセプトブック『Animal SDGs』０号版、2024年に書籍『どうぶつに聞いてみた　アニマルSDGs』（発売元：太郎次郎社エディタス）発売。

## メソッド・教材シリーズ
出版物は初版年のみを記載
- 2015年
  - 「アクティビティガイドブック」
  - 「指導者用ワークブック」全６冊

- 2019年
  - まんが冊子「せかい！動物かんきょう会議」

- 2020年
  - ジュニア世代を対象としたインストラクター養成
  - インストラクター養成講座・入門
  - インストラクター養成講座・基礎

- 2021年
  - 中学・高校生を対象としたインストラクター養成
  - インストラクター養成講座・中級
  - コンセプトブック「Animal SDGs」

- 2023年
  - 入門ガイドブック１「せかい動物かんきょう会議とは」
  - ワーク冊子　アニマルSDG12「使う責任　作る責任」
  - ワーク冊子　アニマルSDG15「陸の生きもの」

- 2024年
  - 書籍「どうぶつに聞いてみた　アニマルSDGs」　
  - 英語版「Ask the Animals」

## ワークショップ・イベント
ワークショップは初年のみを記載。
- 2011年
  - 豊島区内の公立小学校（豊島区）
- 2012年
  - 新宿区内の公立小学校に出前授業（新宿区立環境学習情報センター）
  - 世界の子どもたちとワークショップ（オイスカ『子供の森』計画）
- 2013年
  - フィジー・タイ・インドネシアの3ヶ国をテーマに電子紙芝居企画『世界の森のおはなし』制作（オイスカ　子ども夢基金）
- 2014年
  - 武蔵野大学有明校内のロハスカフェARIAKEに大黒板絵を制作（木楽舎）
  - ESDの10年・地球市民会議2014（国連大学）
  - ESDフェスタ2014秋 in 東京（日本科学未来館）
  - ESDユネスコ世界会議『あいち・なごやESD交流フェスタ』
  - ESDモデルプログラム in 大学（青山学院大学、東京富士大学）
- 2015年
  - せかい！動物かんきょう会議 in 南アルプス（オイスカ）
  - マインドマップ x 動物かんきょう会議（新潟大学）
- 2016年
  - せかい！動物かんきょう会議 in 練馬（練馬区立美術館）
- 2017年
  - せかい！動物かんきょう会議 in ユネスコ南伊豆（伊豆ユネスコ、オイスカ）
  - せかい！動物かんきょう会議 in 大久保（新宿区、KAI日本語スクール）
- 2018年
  - 第１回　せかい！動物かんきょう会議 in SDGs未来都市UBE（宇部市）
- 2019年
  - 第2回　せかい！動物かんきょう会議 in SDGs未来都市UBE（宇部市、ときわ動物園、日本航空）
- 2020年
  - 第3回 せかい！動物かんきょう会議 in SDGs未来都市UBE（宇部市、ときわ動物園）
- 2021年
  - 第4回 せかい！動物かんきょう会議 in SDGs未来都市UBE（宇部市、ときわ動物園）
  - せかい！動物かんきょう会議 in 新潟（新潟市）
  - せかい！動物かんきょう会議 in 静岡（静岡市）
  - せかい！動物かんきょう会議 in 美祢（美祢市観光協会、秋吉台サファリーランド）
  - せかい！動物かんきょう会議 in 三鷹（三鷹ネットワーク大学、東京農工大学）
- 2022年
  - 第5回 せかい！動物かんきょう会議 in SDGs未来都市UBE（宇部市、ときわ動物園）
  - Animal SDGs 日本・タイ・モンゴル　3ヶ国の子どもたちによるリモートライブ会議（宇部市、オイスカ、亜細亜大学）
  - せかい！動物かんきょう会議 in 富士（富士市）
  - せかい！動物かんきょう会議 in 下関（山口市）
- 2023年
  - 第6回 せかい！動物かんきょう会議 in SDGs未来都市UBE（宇部市、ときわ動物園）
  - せかい！動物かんきょう会議 in エコルとごし（品川区）
  - せかい！動物かんきょう会議 in 広陵（広陵町）
  - 第1回 札幌！カムイかんきょう会議 in 円山動物園（札幌市、円山動物園、ライオンズ国際協会）
  - せかい！動物かんきょう会議 in 武蔵野（武蔵野市）
- 2024年
  - 第7回 せかい！動物かんきょう会議 in SDGs未来都市UBE（宇部市、ときわ動物園）

## 受賞歴
- 新宿エコワン・グランプリ「事業者部門　優秀賞」（2011年）
- 第2回ESD環境教育モデルプログラム 第1位（環境省）（2014年）
- 第11回キッズデザイン賞「優秀賞・消費者担当大臣賞」（2017年）